# PC Intern
PC Intern war eine Computerzeitschrift aus dem Verlag Data Becker mit dem Themenschwerpunkt interne Details der PC-Architektur vonseiten der Hardware, aber auch der Software einschließlich Programmierung. Die Zeitschrift war aus dem gleichnamigen, bei Data Becker erschienenen, Systemprogrammierungs-Buch entstanden.
Als eigenständige Zeitschrift erschien sie im Herbst 1995 zunächst monatlich, zeitweise auch zweimonatlich und seit 2001 quartalsweise. Während die Zielgruppe in den Anfängen noch der Power-User und „PC-Freak“ war, vermittelte sie später zwar immer noch detailliertes PC-Wissen, allerdings auch für Fortgeschrittene verständlich. 2006 hatte das Heft bei vierteljährlicher Erscheinungsweise eine Auflage von 45.000 Exemplaren (nicht IVW-geprüft).

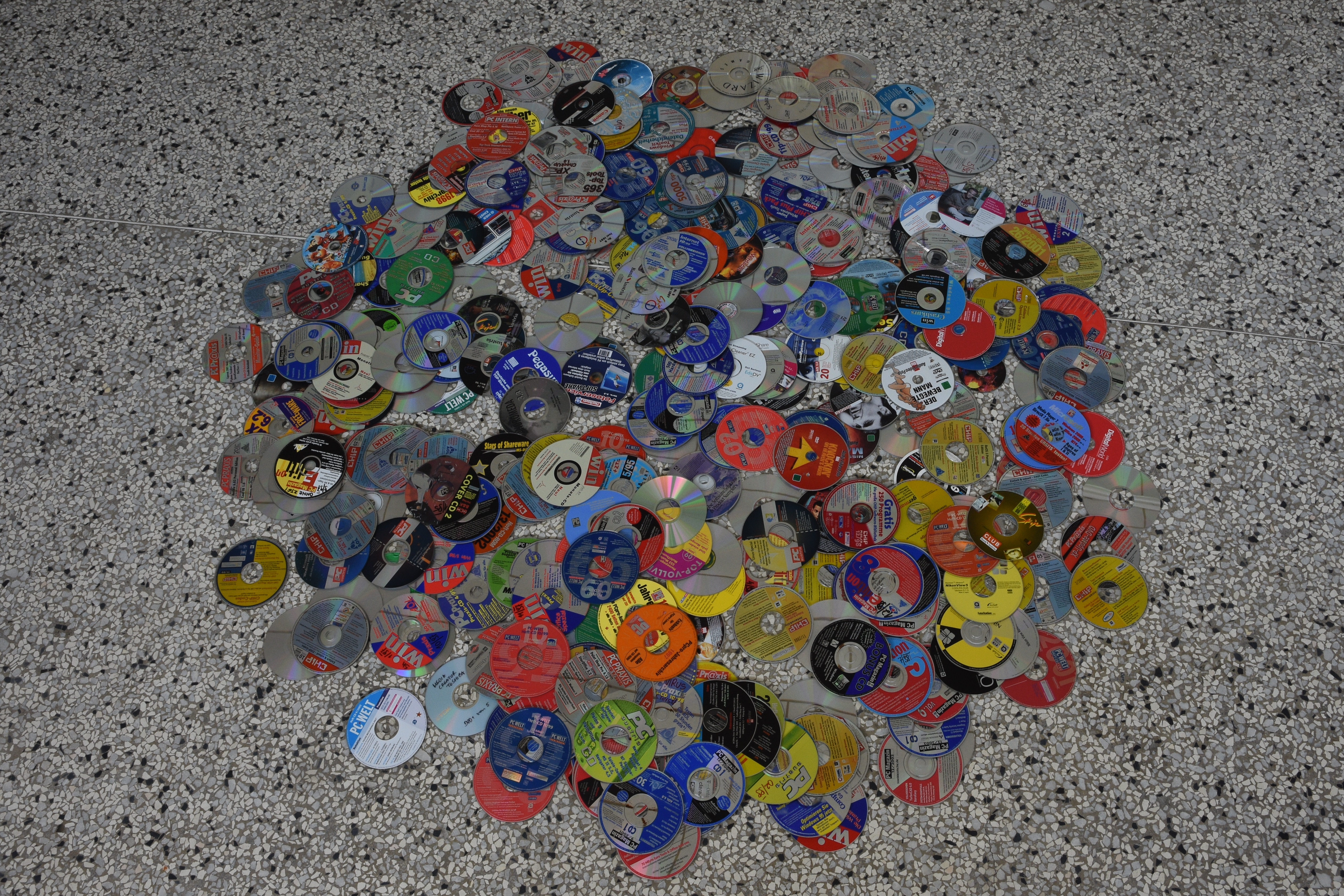
CD und DVD Magazinbeilagen

Seit Mitte 2004 trug sie den Zusatz „PC-Praxis-Sonderheft“. Wie in dem Marktsegment üblich, lag dem Heft seit etwa 1998 eine CD/DVD mit Software bei. Im Februar 2007 wurde das Magazin eingestellt; die letzte Ausgabe erschien am 28. April 2007.
2013 erschien die Zeitschrift in unregelmäßigen Abständen wieder bis zur Schließung des Verlages Anfang 2014.